# EPLAN
Die EPLAN GmbH & Co. KG (als Markenbezeichnung in der Schreibweise EPLAN) entwickelt CAE- und CAD-Dienste zur Optimierung von Produktentstehungsprozessen. EPLAN gehört dem Unternehmensverbund der Friedhelm Loh Group mit Sitz im hessischen Haiger an.
Das Unternehmen beschäftigt ca. 1.300 Mitarbeiter weltweit und ist in 50 Ländern vertreten. Die deutschen Standorte – neben der Hauptverwaltung in Monheim am Rhein – befinden sich in Chemnitz, Hamburg, Hannover, Langenfeld (Rheinland), München, Stuttgart, Berlin und Titisee-Neustadt.

## Geschichte
Im Jahr 1984 gründeten Harald und Renate Wiechers die Wiechers & Partner Datentechnik GmbH mit Sitz in Langenfeld (Rheinland) und nannten ihr Produkt EPLAN. 
1986 stieg Friedhelm Loh, Inhaber von Rittal (Hersteller von Schaltschränken und Zubehör), in die Wiechers & Partner Datentechnik GmbH ein. Im selben Jahr wurden die ersten deutschen Niederlassungen in Stuttgart, Frankfurt und München gegründet. 1987 zogen Wiechers & Partner nach Monheim am Rhein. Im März 1999 verkauften die Wiechers ihr Unternehmen an Rittal. Seit dem 1. Januar 2000 firmiert das Unternehmen unter EPLAN Software & Service GmbH & Co. KG.
2006 wurde die EPLAN Plattform eingeführt, die das Zusammenspiel von Elektro-, Fluid- sowie Mess-, Steuerungs- und Regelungstechnik auf einer einheitlichen Datenbasis modelliert.

## Produkte (Auswahl)
EPLAN bietet CAE- und CAD-Lösungen für unterschiedliche Anwendungsbereiche an, so z. B. eine CAE-Lösung zur Projektierung, Dokumentation und Verwaltung von elektrotechnischen Automatisierungsprojekten, eine CAD- und CAE-Softwarelösung für Konstruktion und Dokumentation von Kabelbäumen, eine CAE-Lösung für die automatisierte Projektierung und Dokumentation von Schaltkreisen fluidtechnischer Anlagen in der Hydraulik, Pneumatik, Kühlung und Schmierung sowie eine CAE-Lösung zum 3D-Engineering von Schaltschränken und Schaltanlagen.
Das EPLAN Data Portal erlaubt den Online-Zugriff auf elektronische Produktkataloge zahlreicher Komponentenhersteller und die Übernahme der angebotenen Komponenten per drag&drop in die EPLAN-Dokumentation. EPLAN-Lösungen können in PDM/PLM und ERP mittels Standardschnittstellen integriert werden. * Weiterhin gibt es ein umfangreiches Angebot an Trainings- und Schulungen; bis hin zum Abschluss EPLAN Certified Engineer.

## Standorte
EPLAN ist in Deutschland an acht Standorten mit eigenen Niederlassungen und Geschäftsstellen (Berlin, Chemnitz, Hamburg, Hannover, Langenfeld (Rheinland), Monheim am Rhein, München, Stuttgart, Titisee-Neustadt) sowie international in über 50 Ländern vertreten. Eigene Niederlassungen gibt es in Belgien, China, Dänemark, Finnland, Frankreich, Indien, Italien, Japan, Malaysia, Mexiko, Niederlande, Norwegen, Österreich, Russland, Schweden, Schweiz, Slowakei, Spanien, Südafrika, Südkorea, Tschechische Republik, Türkei, UK, Ungarn und den USA.